# Этьен де Блуа
Этьен де Блуа (фр. Étienne de Blois; ок. 1045 — 19 мая 1102, Рамле, Палестина), известный также как Этьен-Анри де Блуа, Стефан Блуаский, Стефан Шартрский — граф Блуа Бри, Шартра и Мо с 1089 года, пфальцграф Шампани. Несмотря на то, что имя Этьен является лишь французским вариантом имени Стефан, в исторических трудах принято именовать его именно французским вариантом, чтобы не путать с сыном того же имени, будущим королём Англии, хотя встречаются и исключения. Сына в свою очередь именуют оригинальным греческим произношением Стефан.

## Биография
Этьен — сын Тибо III, графа Блуа, и Герсенды Мэнской (фр.). Унаследовал графский титул в 1089 году.
В 1096 году вместе с Робертом Куртгёзом присоединился к войску Роберта II Фландрского, чтобы принять участие в Первом крестовом походе.
В 1098 году во время длительной и кровопролитной осады Антиохии Этьен де Блуа был отправлен в Константинополь за помощью. Однако, император Алексей Комнин сообщил ему, что не может оказать никакой поддержки войску крестоносцев и, не имея возможности в одиночку вернуться к Антиохии, находящейся в зоне активных боевых действий, Этьен отплыл во Францию. По словам анонимного хрониста, автора Gesta Francorum, это преждевременное возвращение принесло ему репутацию труса — он был холодно встречен на родине и, в частности, его жена Адела Нормандская убедила его попытаться исправить репутацию, вернувшись в Святую землю.
Это решение стоило ему жизни — в 1101 году он присоединился к участникам неудачного Арьергардного крестового похода и погиб во второй битве при Рамле.
Из писем Этьена жене можно почерпнуть некоторые сведения об обстоятельствах Первого крестового похода.

## Семья Этьена
Жена: (с 1081—1083, Шартр) Адель Нормандская (ок. 1062—1137), дочь короля Вильгельма Завоевателя. Не менее 12 детей, в том числе:
- Гийом де Блуа (ок. 1081—1150), сеньор Сюлли, граф Шартра. Умственно отсталый, вследствие чего был лишён наследства в пользу младшего брата Тибо. Женился на наследнице сеньории Сюлли и стал родоначальником французского рода Сюлли.
- Агнес де Блуа (1086/1088—1129), замужем за Гуго III де Пюизе.
- Элеонора де Блуа (фр., ок. 1090—1147), замужем (1120—1142, аннулирован) за Раулем I Храбрым, графом Вермандуа.
- Литуиза (Адель) де Блуа (1092—после 1118), м- Мило II Младший де Монлери, сеньор Брэ, виконт Труа.
- Тибо IV Великий де Блуа (1090/1093—1152), граф Блуа, граф Шампани (Тибо II).
- Маго (Мод, Матильда) де Блуа (1095—1120), м- Ричард II, виконт д’Авранш, 2-й граф Честер.
- Этьен де Блуа (ок. 1096—1154), в 1135 году стал королём Англии (Стефан Блуаский).
- Анри де Блуа (1099—1171), епископ Винчестерский (Генри Блуаский).
- Алиса де Блуа (1100—1145), замужем за Рено III, графом Жуаньи.
- Одо (умер в младенчестве);
- Гумберт (умер в младенчестве);
- Филипп (умер в 1100), епископ Шалон-сюр-Марна.

### Комментарии
1. ↑  Во французских источниках иногда указывается как Étienne II de Blois[2].